# تشارلز مسيون ريمي
وُلد تشارلز ماسون ريمي في 15 مايو 1874، وتوفي في 4 فبراير 1974، وهو ينتمي لمجموعه تعرف باسم «أيدي الله»، وهي مجموعة محدودة من البهائيين ينتخبهم الزعماء الدينيون لتوزيع وحماية المجتمع البهائي، ولد في 15 مايو 1874 في بيرلينجتون أيوا، الولايات المتحدة. أصبح معروفًا بمحاولة إسناد دور خليفة عبد البهاء كوصي للديانة البهائية، ونتيجة لذلك، تم تعريفه على أنه ينتهك العهد البهائي وينبذه الدين في العالم البهائي وبقية الإيمان.